# Tholin
Tholin eller tholiner (fra oldgræsk tholós "uklar") er en blanding af heteropolymere organiske nitrogenforbindelser, der ikke dannes naturligt på Jorden, men som findes i stor mængde i solsystemets ydre på overfladen af måner, som f.eks. Saturn-månen Titan, på dværgplaneter som f.eks. Sedna, samt på kometer. Tholin giver overfladen en rød farve og atmosfærisk uklarhed.
Tholiner antages at give Plutos atmosfære et blåt skær. Charon (en af Plutos måner) indfanger methan undsluppet fra Pluto og danner "den røde plet".
Tholiner er også fundet på den interstellare astroide Oumuamua.